# Igor Sjalimov
Igor Mihajlovitsj Sjalimov (Russisch: Игорь Михайлович Шалимов) (Moskou, 2 februari 1969) is een Russisch voetbalcoach en voormalig profvoetballer die als aanvallende middenvelder speelde.

## Clubcarrière
Sjalimov brak eind jaren tachtig door bij Spartak Moskou. Met Spartak werd hij landskampioen van de Sovjet-Unie in 1989. In 1991 verkaste hij naar Italië, waar hij vervolgens het grootste gedeelte van zijn loopbaan zou slijten. Sjalimov speelde eerst voor Internazionale (1992–1994) en hoorde bij de selectie die in 1994 de UEFA Cup 1993/94 won na winst in de dubbele finale tegen Casino Salzburg, maar hij speelde zelf niet mee. Inter won beide wedstrijden met 1–0 (doelpunten van Nicola Berti in de eerste wedstrijd en Wim Jonk in de tweede wedstrijd). 
In 1994 en 1995 verhuurde Inter Sjalimov aan MSV Duisburg uit Duitsland. Hierna, tijdens het seizoen 1995/96, werd de Russische spelmaker bij het Zwitserse FC Lugano gestald. Sjalimov besloot om Inter definitief te verlaten en hij tekende een contract bij Udinese. Waar hij bij Inter nog elf doelpunten uit zesenvijftig competitiewedstrijden scoorde, stokte bij Udinese de machine van Sjalimov die halverwege het seizoen 1995/96 was neergestreken. Na een half seizoen in Udine verhuisde hij naar Bologna. Sjalimov speelde voor die club drieëndertig competitiewedstrijden uit achtendertig en scoorde vijfmaal.
Sjalimov maakte in 1998 de overstap naar Napoli, waar Diego Maradona het vorige decennium nog schitterde. Sjalimov speelde negentien competitiewedstrijden, waarin hij twee keer scoorde. Het verblijf van Sjalimov op San Paulo was van relatief korte duur. In augustus 1999 werd Sjalimov door de Russische voetbalbond voor twee jaar op non-actief gezet nadat hij positief testte op het gebruik van nandrolon, een verboden middel voor professionele sporters (steroïde). Sjalimov zat deze schorsing volledig uit. Op 10 februari 2002 kondigde Sjalimov aan te stoppen met voetballen.

## Interlandcarrière
Sjalimov was aanwezig op drie grote toernooien: het WK 1990 in Italië met de Sovjet-Unie, EURO 1992 in Zweden met het tijdelijke GOS en EURO 1996 in Engeland met het Russisch voetbalelftal. In 1994, voorafgaand aan het WK 1994 in de Verenigde Staten, was hij een van de sterspelers van het Russisch voetbalelftal die niet wilde spelen onder bondscoach Pavel Sadyrin. Het algemeen totaal van doelpunten van Sjalimov voor de Sovjet-Unie en Rusland staat op vijf treffers.

## Erelijst
| Competitie           |                |                |                |                |
| Competitie           | Aantal         | Jaren          |                |                |
| Spartak Moskou       | Spartak Moskou | Spartak Moskou | Spartak Moskou | Spartak Moskou |
| -------------------- | -------------- | -------------- | -------------- | -------------- |
| Sovjet Top League    | 1x             | 1989           |                |                |
| Internazionale       |                |                |                |                |
| UEFA Cup             | 1x             | 1993/94        |                |                |
| Sovjet-Unie onder 21 |                |                |                |                |
| UEFA EK onder 21     | 1x             | 1990           |                |                |